# Operational Camouflage Pattern
Operational Camouflage Pattern (OCP), Entwicklungstitel Scorpion W2, ist ein Tarnmuster der United States Army, das seit Mitte 2015 mit der Army Combat Uniform genutzt wird und heute das offizielle Haupttarnmuster der US-Streitkräfte ist. Es hat sowohl das nur wenige Jahre verwendete, 2004 eingeführte Digital-Tarnmuster Universal Camouflage Pattern (UCP) als auch das sehr ähnliche MultiCam, welches für Truppen in Afghanistan eingesetzt wurde, ersetzt. Bis 30. September 2019 war der Austausch der Tarnuniformen abgeschlossen, doch werden bis auf weiteres noch einige wertvolle UCP-Ausrüstungsgegenstände zum Kälteschutz sowie ältere Schutzwesten in den Kleiderkammern vorgehalten.

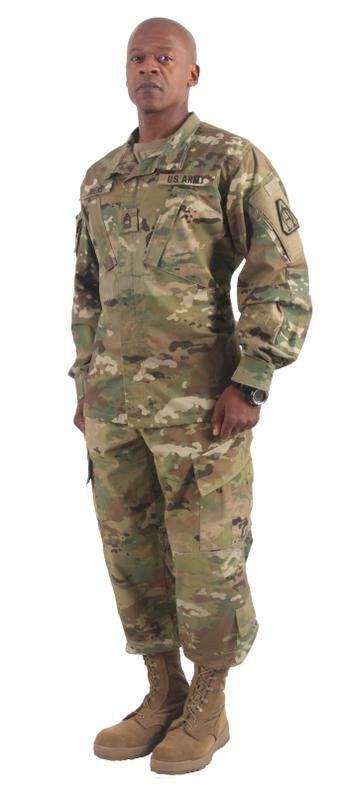
Das Operational Camouflage Pattern, fotografiert von der US Army

## Entwicklung
Das ursprüngliche Muster wurde von dem Unternehmen Crye Precision im Zuge des Objective Force Warrior-Programms als Regierungsauftrag unter dem Arbeitsnamen Scorpion bis 2002 entwickelt. Die W2-Variante wurde schließlich durch Army Natick Labs anhand des Originalmusters modifiziert. Im Juli 2014 kündigte die US-Armee an, dass OCP im Feldeinsatz ab Sommer 2015 genutzt werden könne und ungefähr von dieser Zeit an für Soldaten erhältlich sei. Das neue Muster ist für den Gebrauch in Garnisonen, beim Training und in der Heimatbasis zugelassen. Allerdings wurde bislang noch nicht verlautbart, ob bzw. wann das Muster auch für den kommerziellen Erwerb freigegeben würde.
Im Zuge der Feststellung der US-Armee, dass sich das bisherige UCP für keine einzige Umgebung als optimales Tarnmuster eigne, wurde auch unter Druck des US-Kongresses entschieden, dass ein neues, den Anforderungen genügendes Muster entwickelt werden sollte. Währenddessen war das fünf Milliarden Dollar teure und verhasste Pixelmuster bereits zur Zielscheibe des Spottes in der Armee geworden. Im Jahr 2010 schließlich standen 22 mögliche Kandidaten zur Auswahl. Es wurden daraufhin bis zur Endwertung alle bis auf fünf Muster eliminiert, die sich gegenüber den herkömmlichen Mustern als überlegen zeigten, darunter auch das Scorpion, das als interner Kandidat der Army neben vier kommerziellen Mustern zur Auswahl stand. Unter den Finalisten befanden sich Crye Precision, ADS Inc., Hyperstealth Inc., Brookwood Companies Inc. und Kryptek Inc.
2014 verhinderte der Defense Authorization Act, dass ein Teil der Streitkräfte ein neues Tarnmuster übernehmen könne, welches vor diesem Beschluss nicht schon ins Inventar integriert worden war, wenn nicht alle anderen Streitkräfte dasselbe Muster übernähmen. Aus diesem Grund war die Army gezwungen, bereits existierende Muster aus dem Verteidigungsministerium in die Auswahl zu ziehen. Ursprünglich fiel damit die erste Wahl auf das MultiCam von Crye Precision, jedoch wurden die Verhandlungen wegen Uneinigkeiten über Druckgebühren wieder beendet. Das ursprüngliche Scorpion-Muster wurde 2009 durch die Army Natick Labs modifiziert und als Scorpion W2 fertiggestellt. Die Army hält die Lizenzrechte für das Operational Camouflage Pattern, was zu einer Kostenminderung und zur Möglichkeit, das Muster nur auf Armeeangehörige zu beschränken, führte.
Am 14. Mai 2018 gab die US Air Force bekannt, dass alle Flieger von der erst am 1. November 2011 schrittweise abgeschlossenen Einführung der Airman Battle Uniform (ABU) im Digitaltarnmuster zur OCP-Uniform wechseln werden. Alle Flieger dürfen seit dem 1. Oktober 2018 die OCP-Uniform tragen. Bis 1. April 2021 durfte noch die bisherige ABU getragen werden.

## Varianten
Noch sind keinerlei andere Farbvarianten des OCP angekündigt worden. Falls sich die Army jedoch dafür entschließen sollte, dann dürfte wohl der Gebrauch oder die Modifikation der Woodland- und Wüstenversion des OCP, die 2009 schon durch Natick erstellt wurden, in Erwägung gezogen werden. Jedoch ist bereits eine Reihe von auf dem OCP basierenden Mustern für andere Uniformen, darunter eine dunkle Dschungel-Woodland-Variante und ein helleres Muster für Wüstenumgebungen, angekündigt worden.